# アクリターク
アクリターク (Acritarch) は分類不能な微化石の総称である。およそ32億年前から現在まで産出する。その多様性は、捕食動物の出現やカンブリア爆発などの大きな生態学的イベントを反映している。

## 定義
一般的には、酸に不溶（炭酸塩・珪酸塩でない）な微小な有機的構造で、他のものとして分類できないものは全てアクリタークとされる。
つまり、「アクリターク」と呼ばれるものの中には、小さな後生動物の卵殻から緑藻のシストに至るまで、様々な生物の遺骸が含まれている。いくつかの種は渦鞭毛藻の祖先にあたる藻類のシストのようである。古い時代の種は、一般的には類縁関係が明らかではないが、多くは単細胞の海藻と類縁関係があると考えられている。理論的には、アクリタークを生み出したタクソンが特定された場合、その種はアクリタークから除外され、適切なグループに分類し直される。
アクリタークの分類は、形態分類に基づいた人為的なものである。

## 類縁関係
生物の3つのドメインのいずれかに由来する。古細菌・細菌の化石は通常非常に小さいが、数mmに及ぶ鞘を生み出す種もいる。真核生物は表面の装飾、突起など複雑な構造を持つことが多いが、そのような構造のない単純な真核生物由来アクリタークも発見されている。

## 出現
太古代以降の堆積岩中から発見されている。典型的には珪酸塩砕屑岩をフッ化水素酸で処理することで取り出されるが、炭酸塩岩からも見つかる。他の化石が利用できない場合には、古生代における優れた示準化石となる。三畳紀以前のアクリタークはほとんど海産であると考えられており、過去の環境を推定する上でも重要な指標となる。

## 多様性
最古のものは32億年前の地層から発見されているが、およそ10億年前から出現頻度・多様性・大きさ・形の複雑さが増大し始める。特に大きさと棘の数の増大は著しい。スノーボールアースの期間はその出現数は急激に減るが、カンブリア爆発の時期から回復し、古生代に多様性のピークを迎える。10億年前の棘の増大は、おそらく捕食者、特に丸呑みしたり、殻を引き裂いたりする捕食者に対抗したものである。新太古代から見つかる別のグループにも、捕食者に対抗する構造が見られる。
捕食者の出現は、種の寿命の分析からも示されている。プランクトン性の生物の出現は17-14億年前で、利用できる栄養を最大限に使っていたため、新種が進出できるニッチは少なかった。約10億年前、種の寿命が急激に減少した。これは藻類を食べる原生生物の出現によって捕食圧がかかった結果だと考えられる。捕食によって被食者の個体数は抑制され、栄養素が余るようになったことで新種が進出するためのニッチが生み出されるようになったと推測されている。

## 語源
「アクリターク」という言葉は1963年、ギリシャ語で”混乱した”を意味する ákritos (a kritēs, without critic) と”起源”を意味する arch から作りだされたものである。